# Alte Elde zwischen Wanzlitz und Krohn
Alte Elde zwischen Wanzlitz und Krohn este o arie protejată (arie specială de conservare — SAC, sit de importanță comunitară — SCI) din Germania întinsă pe o suprafață de 181 ha, integral pe uscat.

## Localizare
Centrul sitului Alte Elde zwischen Wanzlitz und Krohn este situat la coordonatele 53°15′21″N 11°29′57″E / 53.2558°N 11.4992°E.

## Înființare
Situl Alte Elde zwischen Wanzlitz und Krohn a fost declarat sit de importanță comunitară în decembrie 1999 pentru a proteja 3 specii de animale. Situl a fost protejat și ca arie specială de conservare în august 2016.

## Biodiversitate
Situată în ecoregiunea continentală, aria protejată conține 2 habitate naturale: Lacuri eutrofice naturale cu vegetație de tip Magnopotamion sau Hydrocharition, Cursuri de apă de la nivel de câmpie la nivel montan, cu vegetație Ranunculion fluitantis și Callitricho-Batrachion.
La baza desemnării sitului se află mai multe specii protejate:
- mamifere (2): castor (Castor fiber), vidră de râu (Lutra lutra)
- pești (1): avat (Aspius aspius)